# Turnhout
Ne doit pas être confondu avec Vieux-Turnhout.
Turnhout [ˈtʏrᵊnhɑut] est une ville flamande de Belgique située en Région flamande, chef-lieu d'arrondissement en province d'Anvers.
Turnhout est le siège de l'imprimeur-éditeur universitaire international Brepols.

## Héraldique
|  | La commune possède des armoiries qui lui ont été octroyées le 28 juillet 1819, à nouveau après l'indépendance de la Belgique le 22 mars 1838 et confirmées le 13 octobre 1993. Le plus ancien sceau de la ville de Turnhout date de 1259 et montre déjà un cerf fuyant un chien. Le cerf portait un collier avec le petit bouclier des seigneurs de Berthout. Ils étaient connus sous le nom de seigneurs de Turnhout du début du XIIe siècle à 1347. Le cerf et le chien peuvent symboliser le fait que cette région était utilisée par les ducs de Brabant comme zone de chasse. Sur le sceau de la ville du XVIIe siècle, seul le cerf a été montré, le chien a été retiré. Cette composition a été accordée comme armoiries en 1819. En 2013, les armoiries ont été utilisées dans une caricature du parti vert local, où le cerf a été transformé en autruche, mettant sa tête dans le sol. Blasonnement : D'argent à un chevreuil de couleur naturelle sautant sur un sol en herbe à un cordon de gueules suspendu au cou, un écu d'argent avec un pal et un ourlet d'azur. Le bouclier surmonté d'une couronne de duc. (Traduction libre) Source du blasonnement : Heraldry of the World. |

## Géographie
Turnhout est accessible par l'autoroute E34, et entouré du ring R13.

## Histoire
Principale ville de la Campine anversoise, Turnhout appartint au Brabant du XIIe au XVIIIe siècle et Charles Quint en fit une seigneurie qu'il offrit à sa sœur Marie de Hongrie. Après le traité de Münster en 1648, la cité devint un fief tenu par les Orange-Nassau jusqu'en 1753. La bataille de Turnhout le 27 octobre 1789 resta célèbre. Elle permit à la révolution brabançonne de chasser provisoirement du pays les Autrichiens.
Durant la période française (1795-1814), Turnhout appartient au département des Deux-Nèthes
Le 27 octobre 1789, jour d'une victoire de l'armée des États belgiques unis commandée par le lieutenant-général Jean André Van der Mersch contre l'armée autrichienne au cours de la révolution brabançonne. C'est la bataille de Turnhout.
En 1831, une deuxième bataille de Turnhout eut lieu à la suite de la révolution belge de 1830 qui avait chassé les Hollandais. Une contre-attaque de l'armée hollandaise y est arrêtée pendant 24 heures par des troupes belges inférieures en nombre et manquant d'artillerie commandées par le général Charles Niellon dont on a dit, à l'époque, qu'il avait sauvé l'honneur de l'armée belge.

## Lieux et monuments
On peut y voir le château des ducs de Brabant, du XIIe siècle, un béguinage construit au XIIIe siècle dans l’ancien parc autour du château. Ce béguinage fait partie des treize béguinages flamands classés en 1998 au Patrimoine mondial. Petit mais ravissant, il a gardé intact ses maisons et son église baroque. Sa grotte dédiée à Notre-Dame de Lourdes est toujours un lieu de dévotion populaire. Un musée évoque le travail des anciennes habitantes.
L'hôtel de ville date de 1961.
La gare de Turnhout est un bâtiment néo-gothique qui date de la fin du XIXe siècle.
La ville abrite un musée du jeu de cartes, situé près du béguinage.

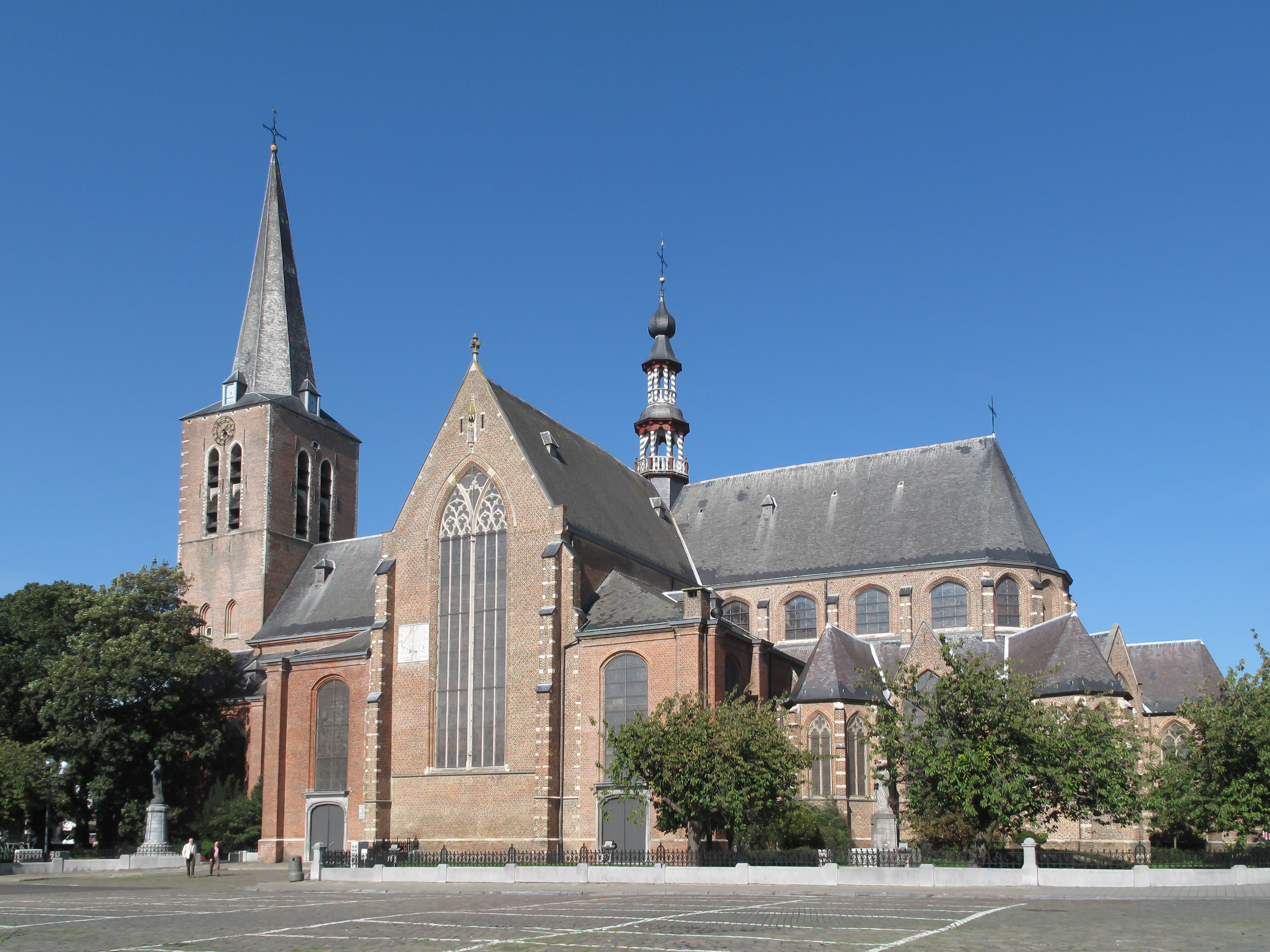
L'église Saint-Pierre
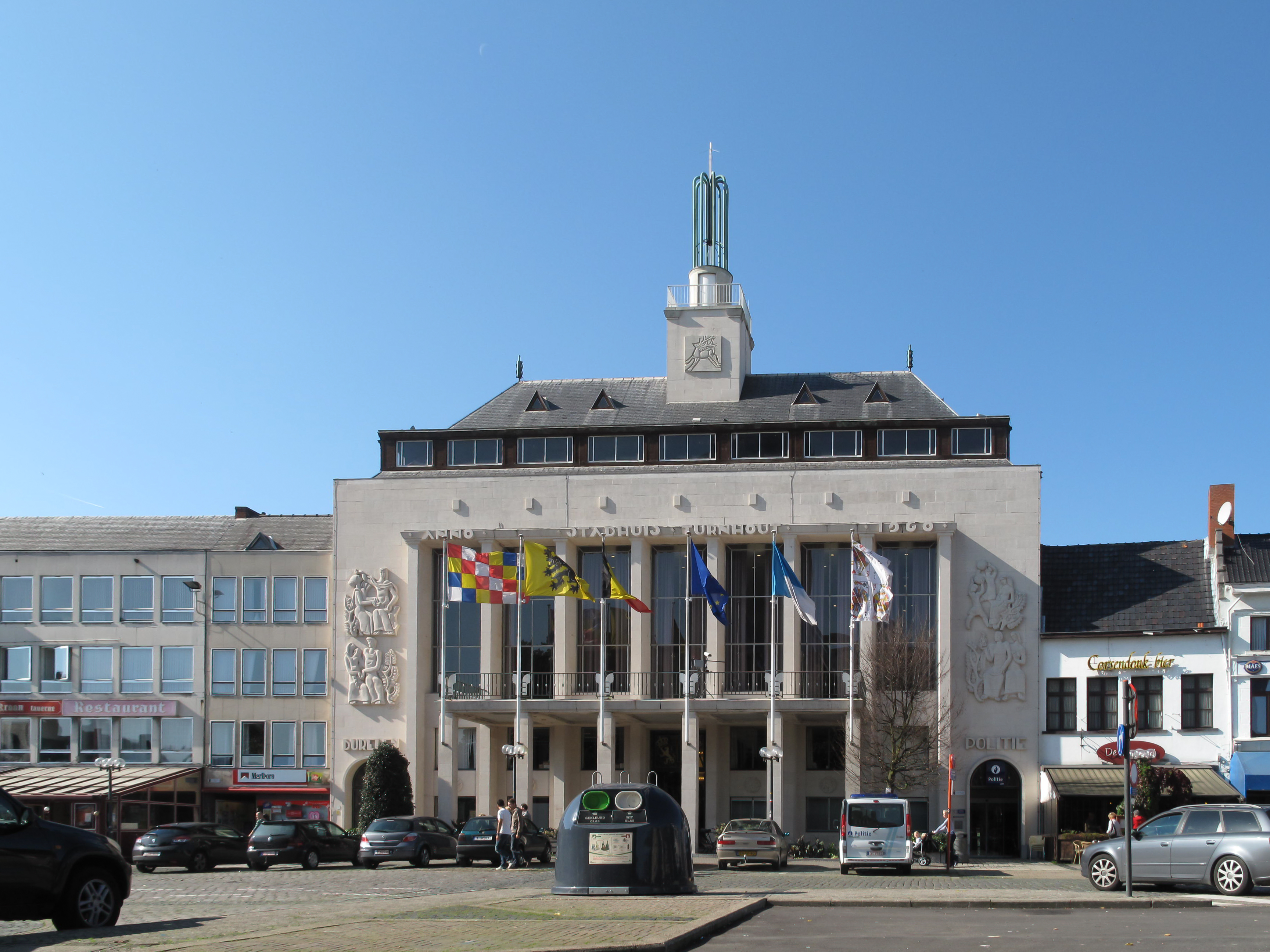
L'hôtel de ville
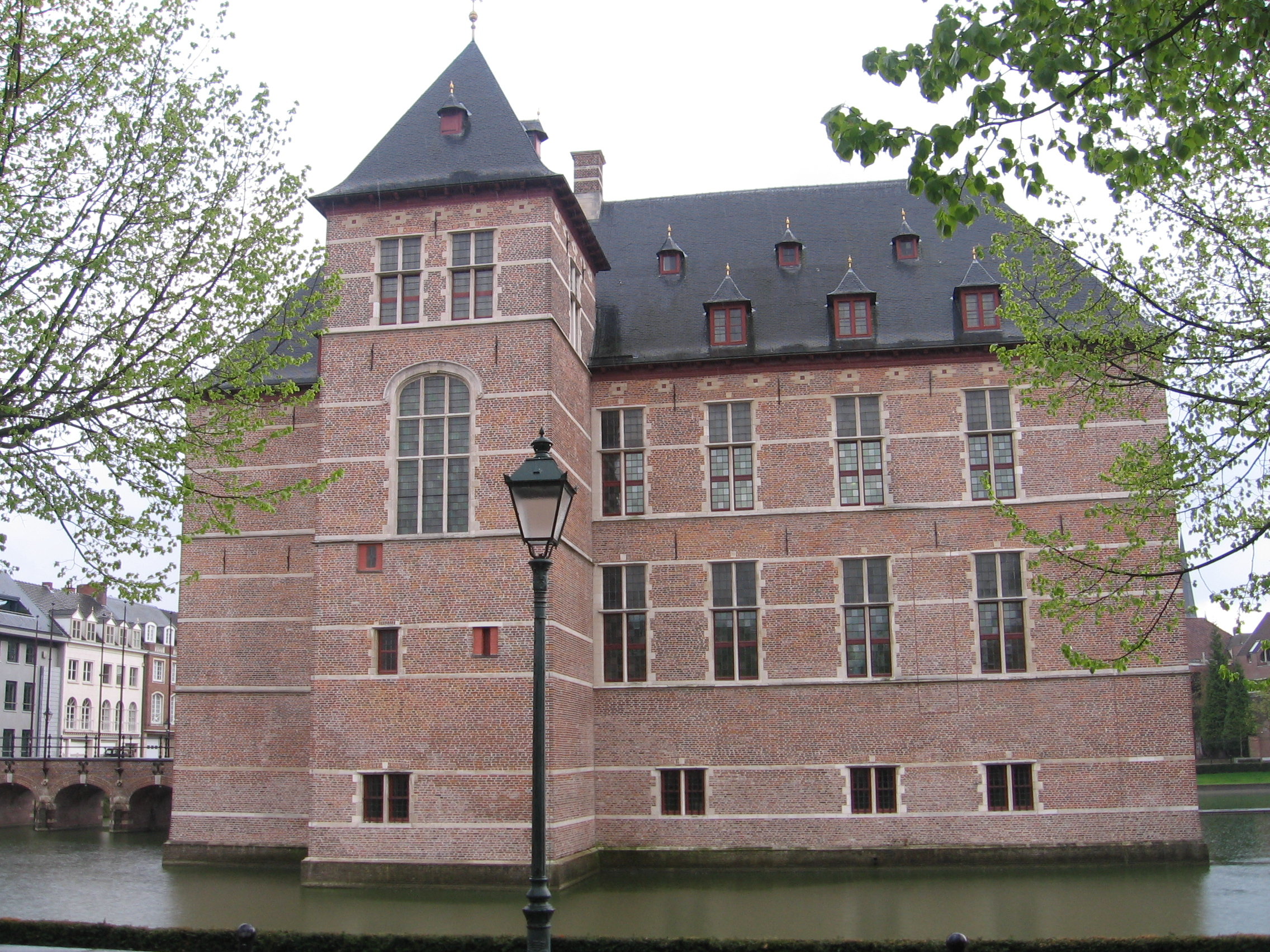
Château des ducs de Brabant à Turnhout
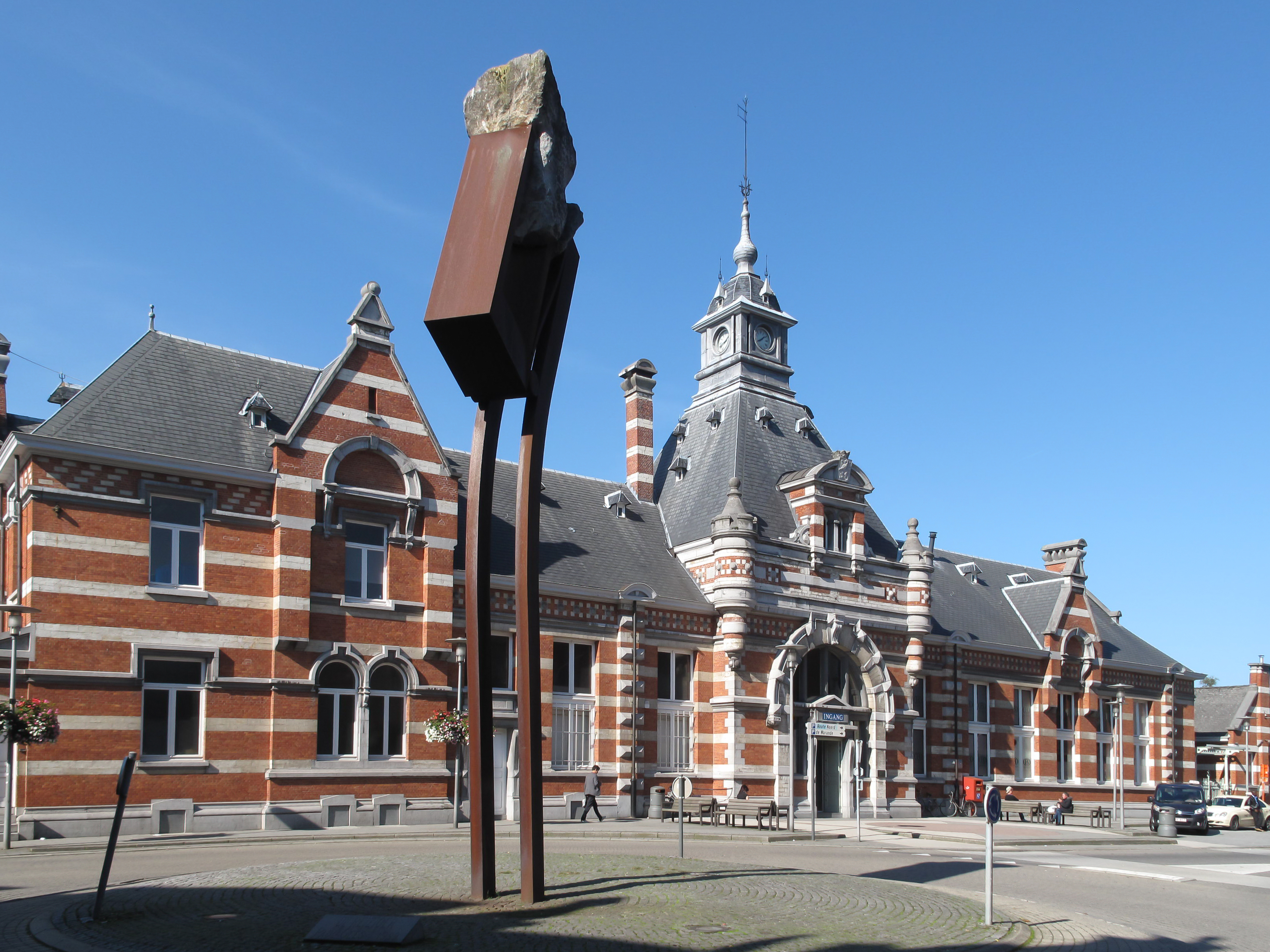
La gare de Turnhout
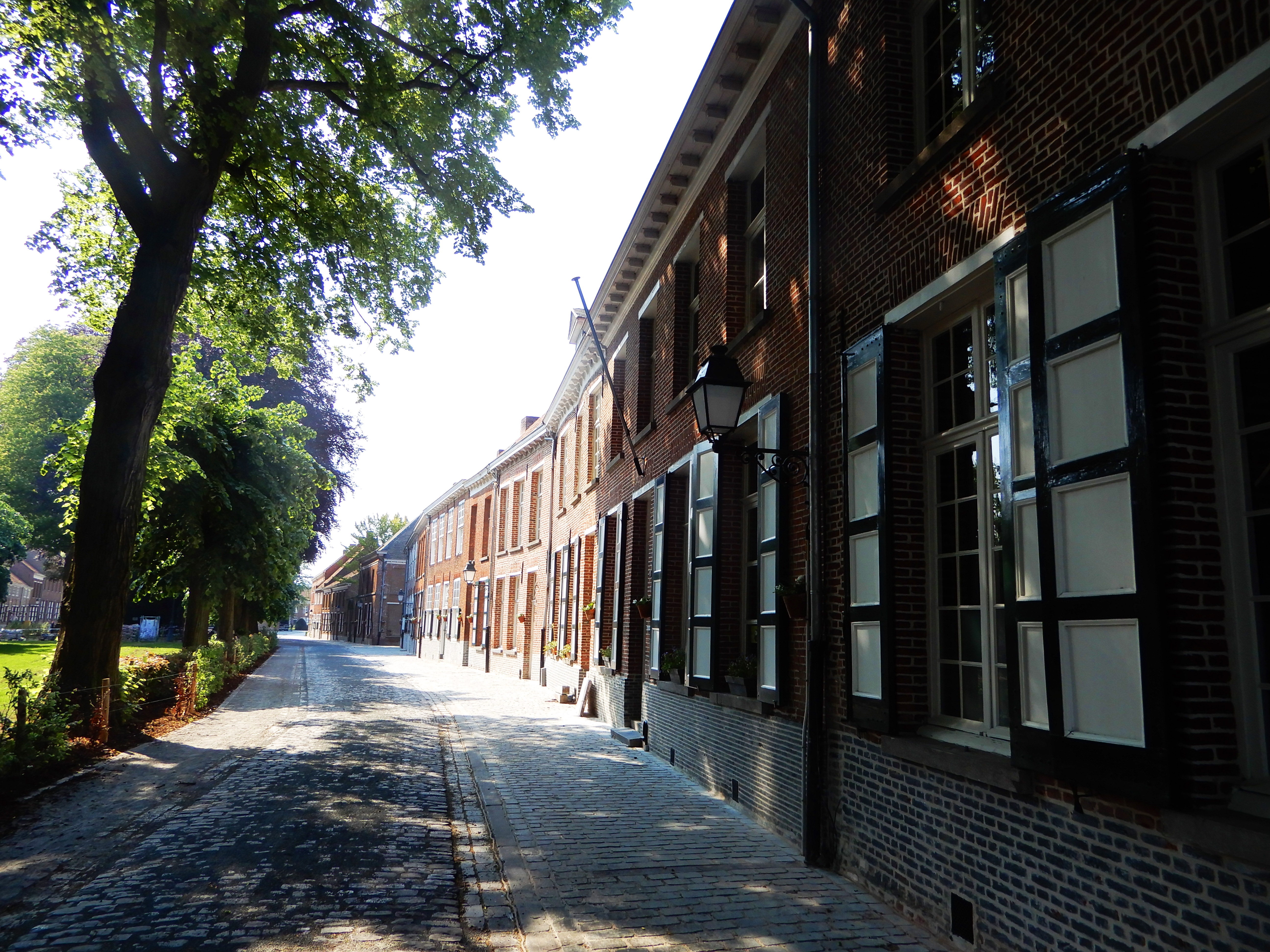
Turnhout - Béguinage
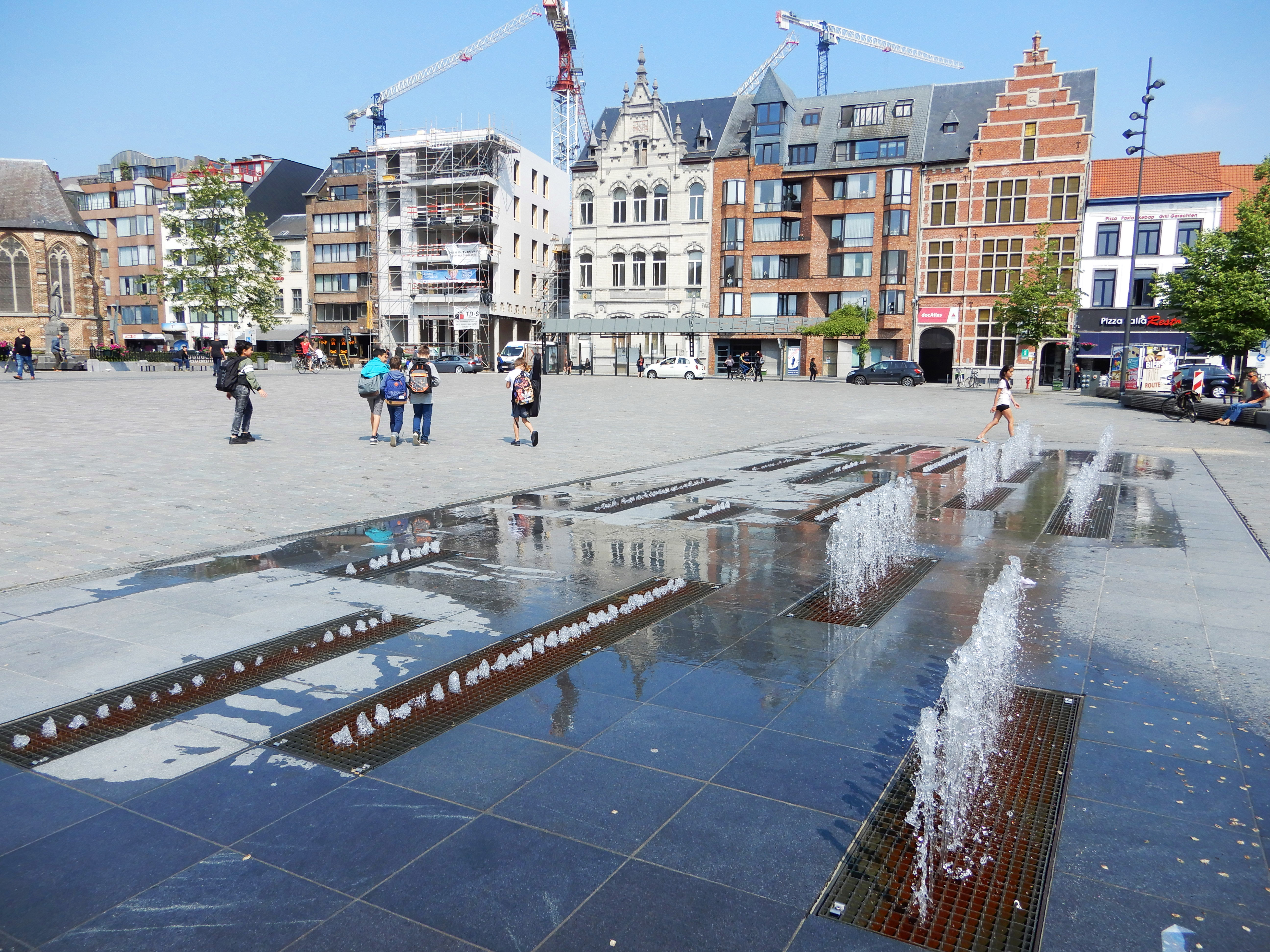
Turnhout - Grote Markt

Le musée Taxandria est consacré à l'archéologie, à l'histoire, à l'art et au folklore de la Campine.
Au centre de la ville se dresse l'église Saint-Pierre des XVe et XVIIIe siècles.

## Démographie

### Évolution démographique
Graphe de l'évolution de la population de la commune.
- Source : Statbel - Remarque: 1806 jusqu'à 1981=recensement; depuis 1990=nombre d'habitants chaque 1er janvier

## Spécialités locales
Le « Turnhouts Troefke », un biscuit au beurre en forme de carte à jouer.

## Jumelages
La ville de Turnhout est jumelée avec :
- Hammelburg (Allemagne)
- Gödöllő (Hongrie)
- Vinatori (Roumanie)
- Hanzhong (Chine)

## Sport
Football
- Turnhoutse SK HIH
- KV Turnhout

Handball
- HC Rhino

Hockey-sur-glace
- White Caps Turnhout

## Personnalités nées à Turnhout
- Gerardus van Turnhout (vers 1520-1580), compositeur
- Édouard Gregoir (1822-1890), pianiste, musicographe, compositeur en pédagogue
- Paul Verrees (1889-1942), artiste et enseignant
- Jan Vaerten (1909-1980), artiste peintre
- Paul Janssen (1926-2003), pharmacologue et fondateur de Janssen Pharmaceutica
- Dominique Deruddere (1957- ), réalisateur, acteur, scénariste et producteur
- Koen Peeters (1959- ), écrivain
- Griet Op De Beeck (1973- ), écrivaine
- Paul Van Tigchelt (1973- ), vice-Premier ministre et ministre de la Justice chargé de la mer du Nord
- Koen Bauweraerts (1983- ), producteur et DJ de musiques électroniques
- Loena Hendrickx (1999- ), championne de patinage artistique
- David Dekker (1998-), coureur cycliste professionnel